# Hank Thompson
Henry William „Hank“ Thompson (* 3. September 1925 in Waco, Texas; † 6. November 2007 in Fort Worth, Texas) war ein US-amerikanischer Country-Sänger, der über mehrere Jahrzehnte in den Hitparaden vertreten war. Sein größter Erfolg war The Wild Side of Life.

## Anfänge
Hank Thompsons erstes Instrument war eine Mundharmonika. Aus Begeisterung für die Singing Cowboys in den damals sehr populären musikalischen Western sparte er sich das Geld für eine billige Gitarre zusammen und begann, deren Songs nachzuspielen. Es dauerte nicht lange, und er bekam Gelegenheit zu öffentlichen Auftritten. Bei einem lokalen Radiosender verdiente er erstes Geld als „Hank, the Hired Hand“. Während einer dreijährigen Dienstzeit bei der US-Navy, in der er zum Funktechniker ausgebildet wurde, begann er Songs zu schreiben. Im Anschluss an seine Militärzeit studierte er 1945 in Princeton und an der University of Texas. Er stellte eine eigene Band zusammen, die Brazos Valley Boys, trat häufig im Radio auf und spielte bei kleineren Labels Schallplatten ein.

## Karriere
Eines Tages hörte ihn Tex Ritter im Radio und empfahl ihn seiner Schallplattenfirma. 1947 wurde daraufhin mit dem Capitol-Label ein Vertrag abgeschlossen. Bereits die erste Single, Humpty Dumpty Heart, konnte sich 1948 in den Country-Charts platzieren. Es war der Beginn einer langen Serie von Erfolgen, die bis in die 1980er Jahre andauerte. Höhepunkt war 1952 der Song The Wild Side of Life, der sich fünfzehn Wochen auf Platz eins halten konnte. Kitty Wells spielte einen sogenannten Antwort-Song ein, It Wasn't God Who Made Honky Tonk Angels, der ebenfalls zum Klassiker wurde.
Auch danach war Hank Thompson regelmäßig in den Charts vertreten. Unterstützt wurde er gewöhnlich vom Gitarristen Merle Travis, mit dem er zusammen den Instrumentalhit Wildwood Flower veröffentlichte. Hatte er mit seinen Brazos Valley Boys zunächst mit Western Swing begonnen, wechselte er später zum Honky Tonk und spielte gelegentlich Rockabilly-Songs ein.
1965 wechselte er zum Warner Brothers Label und kurz darauf zu Dot, wo er eine weitere Serie von Top-10-Hits einspielte. Das letzte Mal war er Anfang der achtziger Jahre in den Charts vertreten. Seine Hitparadenpräsenz umfasste damit fünf Jahrzehnte. Zwischen 1948 und 1980 gelangten 60 Singles in die Top 40 der Country-Charts, darunter 29 Top-Ten-Hits. 1989 wurde er in die Country Music Hall of Fame aufgenommen. Thompson starb im November 2007 im Alter von 82 Jahren an Lungenkrebs; wenige Tage, nachdem er seinen Abschied von der Bühne bekanntgegeben hatte.

## Diskografie
- 1955 – Songs of the Brazos Valley (Capitol)
- 1956 – North of the Rio Grande (Capitol)
- 1956 – New Recordings of Hank Thompson's All–Time Hits (Capitol)
- 1957 – Hank (Capitol)
- 1958 – Hank Thompson's Dance Ranch (Capitol)
- 1959 – Favorite Waltzes By Hank Thompson (Capitol)
- 1959 – Songs for Rounders (Capitol)
- 1960 – Most of All (Capitol)
- 1960 – This Broken Heart of Mine (Capitol)
- 1961 – Hank Thompson & The Brazos Valley Boys (Capitol)
- 1961 – An Old Love Affair (Capitol)
- 1961 – Hank Thompson at the Golden Nugget (Capitol)
- 1962 – The Number 1 Country & Western Band (Capitol)
- 1962 – Cheyenne Frontier Days (Capitol)
- 1963 – Hank Thompson & The Brazos Valley Boys at the State Fair of Texas (Capitol)
- 1963 – Singing Country Classics (Capitol)
- 1964 – Golden Country Hits (Capitol)
- 1964 – It's Christmas Time With Hank Thompson (Capitol)
- 1964 – Especially For You (Capitol)
- 1965 – Breakin' In Another Heart (Capitol)
- 1965 – The Luckiest Heartache In Town (Capitol)
- 1966 – A Six Pack To Go (Capitol)
- 1966 – Breakin' The Rules (Capitol)
- 1966 – Where Is The Circus (& Other Heart Breakin' Hits) (Warner Brothers) (Capitol)
- 1967 – The Best Of Hank Thompson Vol. 2 (Capitol)
- 1967 – Just An Old Flame (Capitol)
- 1967 – The Countrypolitan Sound Of Hank Thompson's Brazos Valley Boys (Capitol)
- 1967 – The Gold Standard Collection (Warner Bros)
- 1968 – Country Blues (Capitol)
- 1968 – Hank Thompson Sings The Gold Standards (Dot)
- 1968 – On Tap, In The Can Or In The Bottle (Dot)
- 1969 – Smokey The Bar (Dot)
- 1969 – Hank Thompson Salutes Oklahoma (Dot)
- 1970 – The Instrumental Sound Of Hank Thompson's Brazos Valley Boys (Dot)
- 1971 – Next Time I Fall In Love (I Won't) (Dot)
- 1972 – Cab Driver-Hank Thompson (A Salute To The Mills Brothers) (Dot)
- 1972 – Hank Thompson's 25th Anniversary Album (Dot)
- 1973 – Kindly Keep It Country (Dot)
- 1973 – Country For The People
- 1974 – A Six Pack To Go (Dot)
- 1974 – Movin' On (Dot)
- 1975 – Hits Of Nat "King" Cole (Dot)
- 1976 – Back In The Swing Of Things (ABC)
- 1977 – The Thompson Touch (ABC)
- 1977 – Doin' My Thing (Dot)
- 1977 – Country Comes To Carnegie Hall (Dot)
- 1978 – Brand New Hank (ABC)
- 1980 – Take Me Back To Tulsa (MCA)
- 1983 – 1000 And One Nighters (Churchill)
- 1984 – 20 Golden Pieces (Bulldog)
- 1986 – Hank Thompson (MCA Dot)
- 1988 – Here's To Country Music (Step One)
- 1991 – Country Music Hall Of Fame (MCA)
- 1995 – Hank Thompson’s Greatest Hits Vol. I (Step One)
- 1995 – Hank Thompson’s Greatest Hits Vol. II (Step One)
- 1995 – The Best of Hank Thompson 1966–1979 (Varense Sarabande)
- 1996 – Hank Thompson And Friends (Curb)
- 1999 – Hank World (Bloodshot Records)
- 2000 – Seven Decades (HighTone Records)
- 2004 – Hank Thompson On Standard Time
- 2004 – Hank Thompson Drinkin' Songs
- 2006 – Hank Thompson And The Brazos Valley Boys – The Instrumentals
- 2006 – Hank Thompson And The Brazos Valley Boys – My Personal Favorites